# Flosstradamus
Flosstradamus, de son vrai nom Curt Cemaruci, est un musicien américain. Entre 2007 et 2016, Flosstradamus se composait de Cameruci et Josh Young de Chicago. Le duo annonce sa séparation, Cameruci continuant à utiliser Flosstradamus comme nom de scène. Cameruci est également connu sous le nom d'Autobot, et Young est également connu sous les noms de J2K et YehMe2. Flosstradamus est connu pour être l'un des premiers pionniers du genre trap, rendu populaire par leur remix du single à succès Original Don de Major Lazer.
Le duo Flosstradamus a travaillé avec des artistes tels que Kid Sister (la sœur de Young), Diplo, Juicy J de Three 6 Mafia, The Cool Kids et A-Trak.

## Biographie
En avril 2006, Flosstradamus, en tant que duo, est inclus dans le Next 100 annuel d'URB. En outre, au cours de l'été 2007, ils s'embarquent dans une tournée internationale avec Chromeo, baptisée Fancy Footwork Tour.
Le 29 juillet 2016, ils sortent leur single Came Up avec FKi 1st, graves et featuring Post Malone et Key! En décembre 2016, Young annonce que Flosstradamus se séparait et qu'il poursuivrait une carrière solo. Le projet solo de Young a rapidement adopté le nom YehMe2. Cameruci continuera à jouer en solo sous le nom de Flosstradamus,. En mars 2017, il sort le single Back Again, avec Waka Flocka Flame et Mayhem, sur Ultra Music. Ils s'associent également à Dillon Francis pour former le groupe de tournée et de performance Dillstradamus.

## Discographie

### En duo

#### Singles
- 2009 : Big Bills featuring Caroline Polachek (Green Label)[11]
- 2013 : Assquake
- 2013 : Look at the Sky
- 2013 : Hood Fantasy
- 2013 : Pillz (avec Yellow Claw et Green Velvet)
- 2013 : Mosh Pit avec Casino)
- 2014 : Drop Top" (avec Travis Porter)
- 2014 : TTU (Too Turnt Up) (avec Waka Flocka Flame)
- 2014 : Rebound (avec Elkka)
- 2015 : Prison Riot (avec Good Times Ahead et Lil Jon)
- 2015 : Soundclash (avec TroyBoi)
- 2016 : Came Up (avec FKi 1st, graves, Post Malone et Key)
- 2017 : Back Again (avec Mayhem et Waka Flocka Flame
- 2017 : How You Gon' Do That (avec Cara)
- 2017 : Tern It Up (avec Dillon Francis)
- 2018 : 2 Much (avec 24hrs)
- 2018 : MVP (avec Smokepurpp)
- 2018 : Guava (avec Rawtek)[12]
- 2018 : ID (avec Boombox Cartel)[13]
- 2019 : G.O.D. (Grind or Die) (avec Blvk Jvck featuring Leat'eq)
- 2019 : Bounce Back (avec Megatone)[14]
- 2020 : So Far (avec Nonsens)[15]

#### EP
- 2011 : Jubilation (Fool's Gold Records)[16]
- 2012 : Total Recall (Mad Decent / Jeffrees)[17]
- 2012 : Jubilation 2.0 (Fool's Gold Records)[18]
- 2012 : XO
- 2013 : Nomads (avec DJ Sliink)[19]
- 2014 : Wake and Bake (avec Travis Porter)
- 2014 : Plurnt
- 2015 : Soundclash (Ultra Records / Fool's Gold Records)
- 2015 : Hdynation Radio (Ultra Records)

#### Mixtapes
- 2007 : Scion Audio/Visual CD Sampler V. 17 (Vice Records)
- 2009 : Are You In?: Nike+ Original Run

#### Production
- 2011 : Toddla T featuring J2K - Take It Back
- 2012 : Iggy Azalea featuring Juicy J - Flexin and Finessin[20]
- 2012 : Mykki Blanco - YungRhymeAssassin[21]

#### Bande-son
- 2015 : Need for Speed - Don't Trip

#### Remixes
- 2012 : Sub Focus - Tidal Wave (Flosstradamus Remix)
- 2013 : Flux Pavilion featuring Childish Gambino - Do or Die (Flosstradamus Remix)
- 2014 : Young Thug - Stoner (Flosstradamus Remix)
- 2014 : Steve Aoki featuring Waka Flocka Flame - Rage the Night Away (Flosstradamus Remix)
- 2015 : O.T. Genasis - CoCo (Flosstradamus Remix)
- 2015 : Rihanna - Bitch Better Have My Money (Flosstradamus Remix)
- 2015 : Major Lazer featuring Bruno Mars, Tyga and Mystic - Bubble Butt (Flosstradamus Remix)
- 2015 : Fetty Wap featuring Drake - My Way (Flosstradamus and 4B Remix)
- 2016 : Dizzee Rascal and Calvin Harris - Hype (Flosstradamus Remix)
- 2019 : Nghtmre featuring ASAP Ferg - Redlight (Flosstradamus Remix)[22]